# Paul Nelson

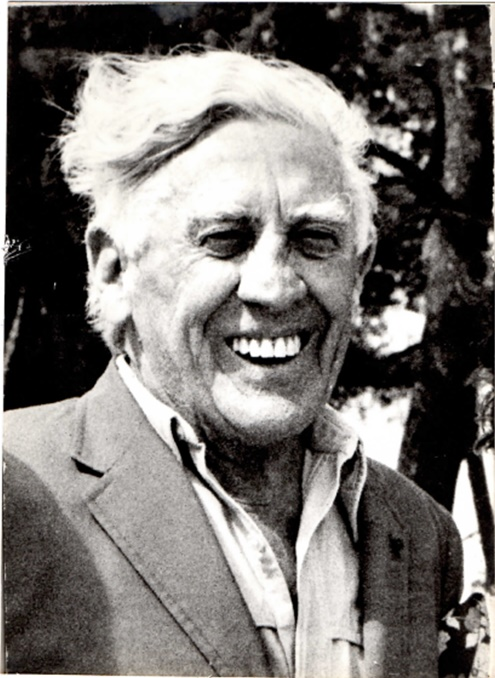
Paul Nelson

Paul Nelson (Chicago, 8 novembre 1895 – Marsiglia, 1979) è stato un architetto francese di origine americana.

## Biografia
Paul Nelson nasce da una famiglia della borghesia americana di origine irlandese. Dal 1913 al 1917 studia all'Università di Princeton e nel 1917 si arruola come volontario nella Squadriglia Lafayette, per poi passare alla United States Air Force. Dopo la guerra, rientrato negli Stati Uniti, lavora in una banca e poi presso l'impresa di arredo d’interni del padre.
Nel 1920 parte per Parigi e prosegue gli studi presso l'École Nationale Supérieure des Beaux-Arts, nell'atelier di Emmanuel Pontremoli e di Auguste Perret. Diventa architetto nel 1927.
Nel 1920, sposa una donna francese, Francine Le Cœur, figlia di François Le Cœur, architetto e insegnante presso l'École Spéciale d'Architecture di Parigi. Si stabilisce a Varengeville-sur-Mer, lavorando nello stesso atelier un tempo utilizzato da Claude Monet, Jean-Baptiste Camille Corot, Eugène Isabey.
Amico di Ernest Hemingway, Ezra Pound, Francis Scott Fitzgerald, conosce e frequenta numerosi artisti, tra cui Georges Braque, Joan Miró, Pablo Picasso, Alexander Calder, André Derain, Fernand Léger, Alberto Giacometti.

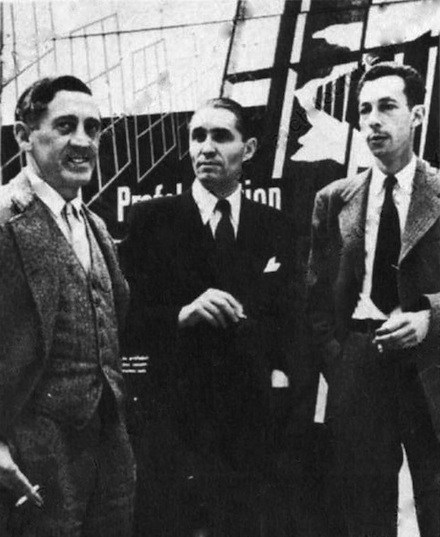
Paul Nelson, a sinistra, con Robert Pontraby al centro e Anatole Koop sulla destra.

Durante la Seconda Guerra Mondiale, tornato negli Stati Uniti, presiede il movimento “France for ever”, che ha lo scopo di diffondere la cultura francese tra gli Americani. Nel 1944 è nominato capo della divisione Costruzione e Urbanistica presso la Missione di Approvvigionamento francese a Washington. Nel 1945 diviene consigliere tecnico al Ministero francese della Ricostruzione. In seguito ricopre l’incarico di consulente per il Servizio Sanitario Nazionale statunitense per il Ministero francese della Sanità Pubblica. Organizza un’esposizione al Grand Palais sulle tecniche architettoniche e di costruzione americane.
Rimasto vedovo nel 1951, l’anno successivo sposa la pittrice Madd Giannattasio, figlia del pittore e scrittore futurista Ugo Giannattasio. La coppia avrà due figli, Ugo e Rory, rispettivamente architetto e musicista.
Paul Nelson ha insegnato nelle più prestigiose università americane; nel 1963 André Malraux lo nomina direttore dell’Atelier Franco-Américain d’Architecture presso l’École Nationale Supérieure des Beaux-Arts. Tra il 1967 e il 1977 dirige anche l’Atelier Franco-international di Marsiglia.
Nel 1973 ottiene la cittadinanza francese.
Muore nel 1979, è sepolto nel cimitero di Varengeville-sur-Mer, accanto alla moglie, Madd Giannattasio, e al suo grande amico, il pittore Georges Braque, che lo aveva raggiunto in Normandia nel 1929 e di cui aveva realizzato l'atelier.

## Opere
La sua ricerca si è concentrata sulla concezione degli spazi e sull'utilizzo della prefabbricazione.  Si specializza nell'architettura ospedaliera, oggetto anche della sua tesi di laurea.
Tra i suoi primi lavori, la residenza parigina dell'autore americano Alden Brooks, realizzata nel 1929. Nel 1930 realizza le decorazioni del film di Allan Dwan, What a widow! con Gloria Swanson.
Nel 1932 presenta un progetto per il nuovo ospedale di Lilla, pubblicato su Cahiers d’Art nel 1933. Il progetto è ambizioso ma sarà rifiutato per le sue origini non francesi.

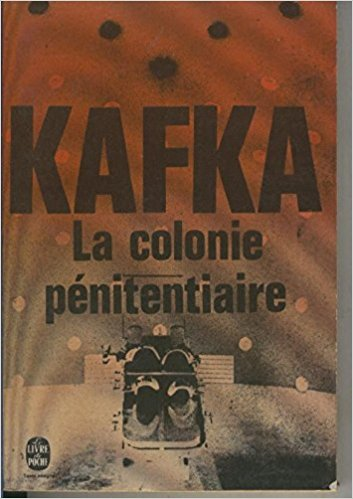
Sulla copertina de "La Colonie Pénitentiaire" di Franz Kafka, ed. Gallimard, pubblicato nel 1968, è riprodotto il prototipo delle sale ovoidali progettate da Paul Nelson

Due anni dopo progetta il padiglione chirurgico dell'ospedale della Compagnia del Canale di Suez a Ismailia, nel nord-est dell'Egitto. Nelson cambia la forma delle sale operative, che divengono ovoidali, utilizza pavimentazioni di vetro per pareti interne e schermi parasole flessibili.  Nonostante il suo lavoro venga apprezzato molto, non verrà realizzato proprio per la sua portata innovativa. Il progetto sarà pubblicato su Cahiers d’Art nel 1935 in un articolo firmato da Jean Hélion.
Dal 1936 al 1938 lavora al suo progetto di casa sospesa. Pensato per mostrare i vantaggi della costruzione in acciaio, intesa come una soluzione per la standardizzazione degli alloggi, vede il coinvolgimento di artisti come Jean Arp, Alexander Calder, Fernand Léger, Joan Miró.
Nel 1937 partecipa alla competizione dell’Esposizione internazionale «Arts et Techniques dans la Vie Moderne» (Expo 1937) per il Palais de la Découverte al Grand Palais. Il suo progetto di architettura costruttivista, però, non viene accolto. Lo stesso anno, con il suo amico Fernand Léger, partecipa al concorso per gli studi radio WGN di Chicago.
Dopo la guerra lavora alla sua opera principale: il Centre Hospitalier Mémorial France - États-Unis a Saint-Lô, concepito e realizzato tra il 1946 e il 1956, costruito anche grazie al contributo degli Americani.
Nel 1946 concorre insieme ad Alberto Giacometti alla realizzazione di un monumento a Gabriel Péri.
Con il sostegno di Charles Tillon (Ministro per la Ricostruzione e la Pianificazione urbana nel 1947) interviene su un sito sperimentale costituito da un gruppo di tre edifici modernisti, nell'ambito della ricostruzione di Noisy-le-Sec. Vi lavorerà dal 1950 al 1953, al fianco degli architetti Roger Gilbert e Charles Sébillotte.
Nel 1955 progetta il Musée National Fernand Léger a Biot.
Tra il 1967 e il 1977 realizza il Policlinico François I a Le Havre, nonché gli ospedali di Dinan (1968) e di Arles (1965-1974).